# Exocentrus guttulatus
Exocentrus guttulatus is een keversoort uit de familie van de boktorren (Cerambycidae). De wetenschappelijke naam van de soort werd voor het eerst geldig gepubliceerd in 1873 door Henry Walter Bates.